# 東京都道116号関町吉祥寺線
東京都道116号関町吉祥寺線（とうきょうとどう116ごう せきまちきちじょうじせん）とは東京都練馬区関町交番前交差点（青梅街道）と武蔵野市四軒寺交差点を結ぶ都道である。そこから更に世田谷区給田交差点までを通称吉祥寺通り（きちじょうじどおり）と呼ぶ。

## 概要
- 起点：練馬区関町南三丁目 東京都道4号東京所沢線交点（関町交番前交差点）
- 終点：武蔵野市吉祥寺東町 東京都道113号杉並武蔵野線交点（四軒寺交差点）
- 延長：1,632m
- 面積：18,163m2
- 通称：吉祥寺通り（全線・東京都通称道路名設定公告整理番号91）
- 都市計画路線名：武蔵野3・4・16

## 交通状況
平成22年（2010年）度時点での、道路交通センサスによる関町吉祥寺線の交通データは以下のとおりである。
- 大型車：1,246台、小型車：8,326台、二輪車類：584台、自転車類：2,957台、歩行者類：1,629台（いずれも12h計）。
- 車道部：8.50m、歩道部：2.00m、車線数：2。

（観測地点：武蔵野市吉祥寺東町2-6）

## 接続する主要道
- 東京都道4号東京所沢線・東京都道5号新宿青梅線（青梅街道）「関町交番前交差点」
- 東京都道113号杉並武蔵野線（女子大通り・吉祥寺通り）「四軒寺交差点」

## 通過する自治体
- 練馬区
- 武蔵野市

## 走行するバス
- 西武バス　
  - 吉60 吉祥寺駅 - 成増町
  - 吉61 吉祥寺駅 - 都民農園セコニック
  - 吉61-1 吉祥寺駅 - 新座栄
  - 吉63 吉祥寺駅 - 保谷駅南口（柳沢駅通り経由）
  - 吉64 吉祥寺駅 - 花小金井駅
  - 吉66 吉祥寺駅 - 保谷駅南口（武蔵関駅入口経由）

## 沿線の施設
- 練馬区立石神井西小学校
- 練馬区立石神井西中学校
- 練馬区立立野小学校
- 武蔵野市立第四小学校